# تعویق
تعویق (داراب)، روستایی از توابع بخش رستاق شهرستان داراب در استان فارس ایران است. کوهستان داراب دارای 12 روستای قدیمی بوده است که به 12 معدن داراب شهرت داشته اند. این 12 روستا شامل   تعویق - بکر - گیس - چاه گونی - رزک - سهلک - لایزنگان - نوایگان - شکرویه و مروارید سرگردار و لایگردو یوده است.

## جمعیت
این روستا در دهستان کوهستان قرار دارد و براساس سرشماری مرکز آمار ایران در سال ۱۳۸۵، جمعیت آن زیر سه خانوار بوده‌است. مهمترین طایفه های این روستا طوایف شامحمدی، صالحی - شفیعی  می باشند. 